# Frederik Wilhelm Dannemand
Frederik Wilhelm lensgreve Dannemand (født 20. juni 1813 i København, død 12. marts 1888 på Aastrup) var uægte søn af Frederik VI og kongens officielle elskerinde Fru Dannemand. Han var officer.
Han blev døbt i Fødselsstiftelsen. 25. juni 1826 blev han kadet, 1830 sekondløjtnant à la suite i Gardehusarregimentet, 1831 i nr. som sekondløjtnant, 1835 premierløjtnant, 1838 stillet à la suite og karakteriseret ritmester, 1840 karakteriseret major og sluttede karrieren 1863 som karakteriseret oberstløjtnant.
Han blev adlet 4. februar 1830, og som titulær lensgreve (3. oktober 1839) købte han senere Aastrup Hovedgård på Sjælland, hvilket fra kongens side var en betingelse for adelstitlen. Han oprettede i 1840 Det grevelige Dannemandske Forlods, og i 1857 oprettede han den Dannemandske Stiftelse, som i dag ejer Aastrup Hovedgård. Selv om han var gift 3 gange, døde han barnløs i 1888.
Dannemand blev kammerherre 22. november 1848, 17. august 1875 Ridder af Dannebrog, 9. marts 1876 Kommandør af 2. grad og 21. december 1878 af 1. grad.
Han var også Kommandør med stjerne af Sankt Olavs Orden og Kommandør af 1. klasse af Sværdordenen.

## Ægteskaber
1. 28. april 1840 med Francisca von Scholten (6. juni 1821 i København – 9. februar 1844 i København)
2. 13. juni 1845 i København med Christiane Louise komtesse Schulin (5. december 1815 på Frederiksdal – 11. juli 1884 i Vichy), datter af lensgreve Sigismund Ludvig Schulin
3. 18. oktober 1884 med Regine Vilhelmine Margrethe Laursen (15. september 1840 – 5. september 1886 på Øresundshøj)